# Присутствие (фильм)
«Присутствие» — российский фильм 1992 года, драма. Фильм поставлен режиссёром Андреем Добровольским по сценарию Юрия Арабова.

## Сюжет
Петя (Алексей Петренко), одинокий немолодой человек, работает водолазом на шлюзе. И живёт тоже на шлюзе, в странной комнате, среди скрипа и лязга чугунных колёс, тросов и механизмов. В памяти Пети возникают какие-то тревожащие отголоски прошлого. Своими ощущениями делится Петя с приятелем (Александр Адабашьян) на катере в шлюзе. «Здравствуй, дядя Петя!», «Здравствуй, дядя Миша!» Дядя Миша нудно рассуждает о маниакально-депрессивном психозе. Другие водолазы с угрюмыми, недобрыми лицами насмехаются над ним. Пете снится сон: едет он на дрезине сквозь тёмный тоннель, едет по берегу океана, пока не останавливается на заброшенном полустанке, вслед за собакой бежит к деревянному двухэтажному домишке, где находит знакомые вещи и дымящуюся чашку чая, а в дальних комнатах — кровати со спящими под казёнными одеялами бритоголовыми мальчишками. Однажды приблудная, но тоже смутно знакомая собака привела его на остановившуюся в шлюзе баржу, где он находит в куче старых вещей дивные крепдешиновые платья и подушечку-игольницу в виде бабочки, расшитую бисером. Платья аккуратно вешает в шкаф, а нарядную бабочку — под лампу. Как-то поздно вечером в дверь постучалась странная девочка. Не говорит ни кто она, ни откуда, но по-хозяйски ведёт себя: моет полы, переставляет мебель, бабочку уверенно вешает на спинку железной кровати, надевает одно из платьев, делает высокую причёску. Ворча что-то про разбитые коленки, принимается за штопку. Петя подмечает в ней черты матери, которая оставила его в далёком детстве, погнавшись за призрачной любовью, и обрекла на сиротское голодное детство.
Снова едет и едет дрезина сквозь тёмный тоннель к светлому домику на берегу океана.

## В ролях
- Алексей Петренко — Петя
- Ольга Антонова — Наталья
- Александр Адабашьян — эколог
- Александра Буторина — девочка
- Вадим Гемс — водолаз
- Константин Воробьёв — водолаз
- Константин Бердиков — водолаз
- Лидия Савченко

## Съёмочная группа
- Режиссёр — Андрей Добровольский
- Автор сценария — Юрий Арабов
- Оператор — Юрий Райский
- Композитор —Альфред Шнитке
- Художник — Владимир Фабриков, Алексей Листопад
- Художник по костюмам — Наталья Иванова
- Монтажёр — Валерия Белова

## Критика
Кинокритик Дёмин В. П.: «Чтобы понять эту картину, её надо полюбить. Со всей её музыкальной протяжностью, с тягучей, навязчивой неторопливостью. С поэтической красотой кадра, вроде бы вполне жизнеподобного. С незамысловатой простотой обыденных обстоятельств, собравшихся, как в мозаику, в пеструю запутывающую вязь. Фабульные скачки, а с ними и смысловые переключения даются без объяснений. Растолковывать их долго и неубедительно. Ставка на другое — что ты, может быть, все прочувствуешь. Тогда никакой разгадки не надо — это в конце концов не кроссворд…»

## Дополнительные факты
- Фильм снимался в городе Рыбинске Ярославской области. Декорация комнаты главного героя была построена на шлюзе Рыбинского гидроузла в русле Волги.
- Фильм принимал участие в конкурсных программах фестиваля Кинотавр-93 в Сочи, МКФ в Роттердаме-94[2], МКФ в Варшаве-94[3], МКФ в Гётеборге-94.